# Jonathan Krohn
Jonathan Krohn (né le 1er mars 1995) est un auteur américain, qui a écrit Define Conservatism ("Définir le conservatisme") et s'est fait remarquer lors de son discours à la Conservative Political Action Conference en 2009 (il était alors âgé de 13 ans); il est parfois surnommé "le miniconservateur". Jonathan réside à Duluth, en Géorgie. Il a commencé à s'intéresser à la politique à l'âge de 8 ans, après avoir écouté le déroulement d'une obstruction parlementaire d'une nomination judiciaire ("Judicial Nomination") au Sénat ; en 2006, il est élu "Enfant le plus talentueux d'Atlanta" lors de l'émission télévisée Inside Edition. Krohn a utilisé ses économies pour publier son propre livre, dans lequel il cherche à définir les principes fondamentaux du conservatisme. Il a par ailleurs convaincu les organisateurs de la CPAC du 27 février 2009 (grande conférence conservatrice) de le laisser parler trois minutes. Son discours reçut un très bon accueil de la part du public, et lui fit gagner en popularité par l’intermédiaire de sites comme YouTube, ce qui fit parler de lui sur CNN et Fox News Network. En 2009, il est finaliste pour entrer dans le Top 100 annuel de Time Magazine. Son second livre est intitulé Defining Conservatism: The Principles That Will Bring Our Country Back, et a été publié le 9 février 2010.
En 2011, Jonathan Krohn a déclaré qu'il ne se considère plus comme conservateur